# Bergvattensalamander
Bergvattensalamander (Ichthyosaura alpestris) är ett stjärtgroddjur i familjen salamandrar som förekommer i stora delar av Europa. Den kallas även bergvattenödla på svenska.

## Utseende
De fullvuxna individerna blir mellan 7 och 12 cm långa. De vattenlevande hanarna har buken tegelfärgad eller orange. Längs sidan löper ett smalt, ljusblått band, och ovanför detta ett bredare vitt band med runda, svarta fläckar. Ryggen är grå till blågrå. Högst upp har de en 1 till 2 mm hög, ljusgul och svartfläckig ryggkam. Även hos honorna är buken tegelröd eller orange, dock med en tydligt gul till orange svansundersida. Den har ett, blåvitt längsband med svarta fläckar, inte lika tydliga som hos hannarna. Ryggen är diffust gråblå till gråbrun med ett mönster av grå-svart-gröna fläckar.
I maj när individerna lämnar vattnet blir färgerna blekare. Ryggen blir mörkare, nästan svart, och huden blir grövre. 

## Utbredning
Dess utbredningsområde sträcker sig från sydligaste Jylland söderut till franska Atlantkusten med enstaka förekomster i norra Italien och norra Spanien, och österut över Centraleuropa till Ukraina, Rumänien, Bulgarien och Balkan. Dessutom har den implanterats i Storbritannien och Spanien (Sierra de Guadarrama).
I Centraleuropa och på Balkan lever arten huvudsakligen i de stora bergsregionerna.

## Ekologi
Bergvattensalamandern lever på land utanför yngeltiden, då den uppehåller sig dold i undervegetationen och jagar insekter (inklusive larver), sniglar och daggmaskar i skymningen och under natten. Den är dock starkt bunden till vatten. Arten förekommer i många olika slags biotoper, från låglandsängar över skogar (både lövskog, barrskog och blandad) till bergsängar och -slätter. Yngeltiden tillbringas i allehanda stillastående vatten, sjöar, dammar, diken, vattenkar och liknande. Den kan även uppsöka långsamma bäckar. Vattnet får inte vara för varmt (under 20 °C); den dör om vattentemperaturen stiger över 29 °C. 
I Alperna förekommer arten upp till 2 500 meter över havet.

### Fortplantning
Liksom alla vattensalamandrar fortplantar sig bergvattensalamandern i vatten. Parningsleken äger rum om våren; efter att ha nosat på honan ställer sig hanen på tvärs framför henne med vibrerande stjärt och fenor. Därefter lägger han sig med sidan mot honan, går bort ifrån henne och på bottnen avsätter han en spermatofor, som han lockar honan att ta upp med sin kloak. Honan börjar därefter att lägga ägg; upptill 250 kan läggas under en säsong. Ungarna förvandlas och går upp på land till hösten. Hanarna blir könsmogna vid 2 till 3 års ålder, honorna vid 3 till 4 år. Arten kan bli upp till 20 år gammal, men blir vanligtvis inte äldre än omkring 7 år.

## Status
Bergvattensalamandern är globalt livskraftig ("LC"). Den är dock på nedgång. I Österrike och Danmark är den missgynnad ("NT"); i Spanien är den sårbar ("VU") och i Nederländerna, Belgien, Luxemburg samt Grekland är den starkt hotad ("EN").

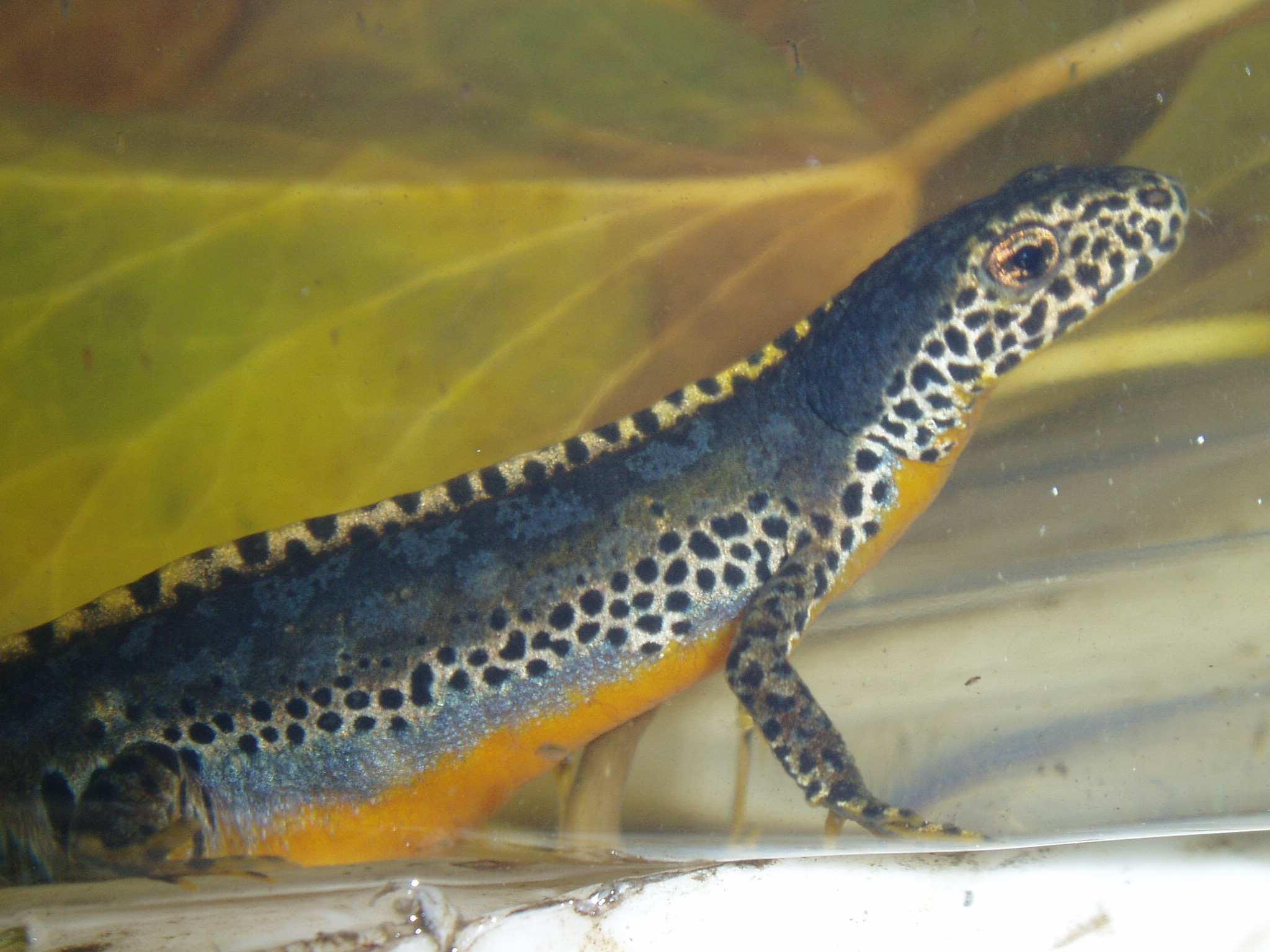
Hanne under parningstiden
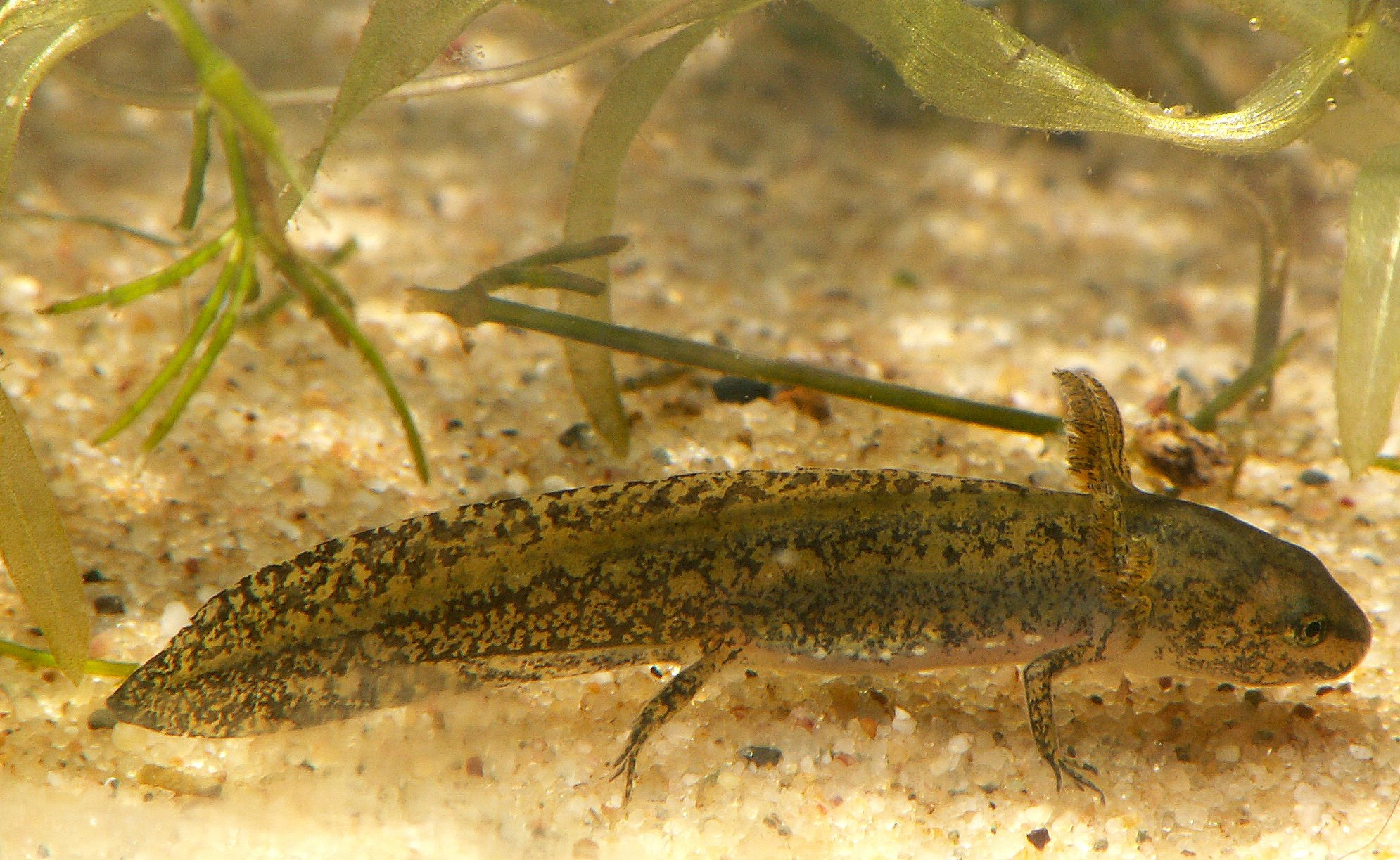
Larv av bergvattensalamander
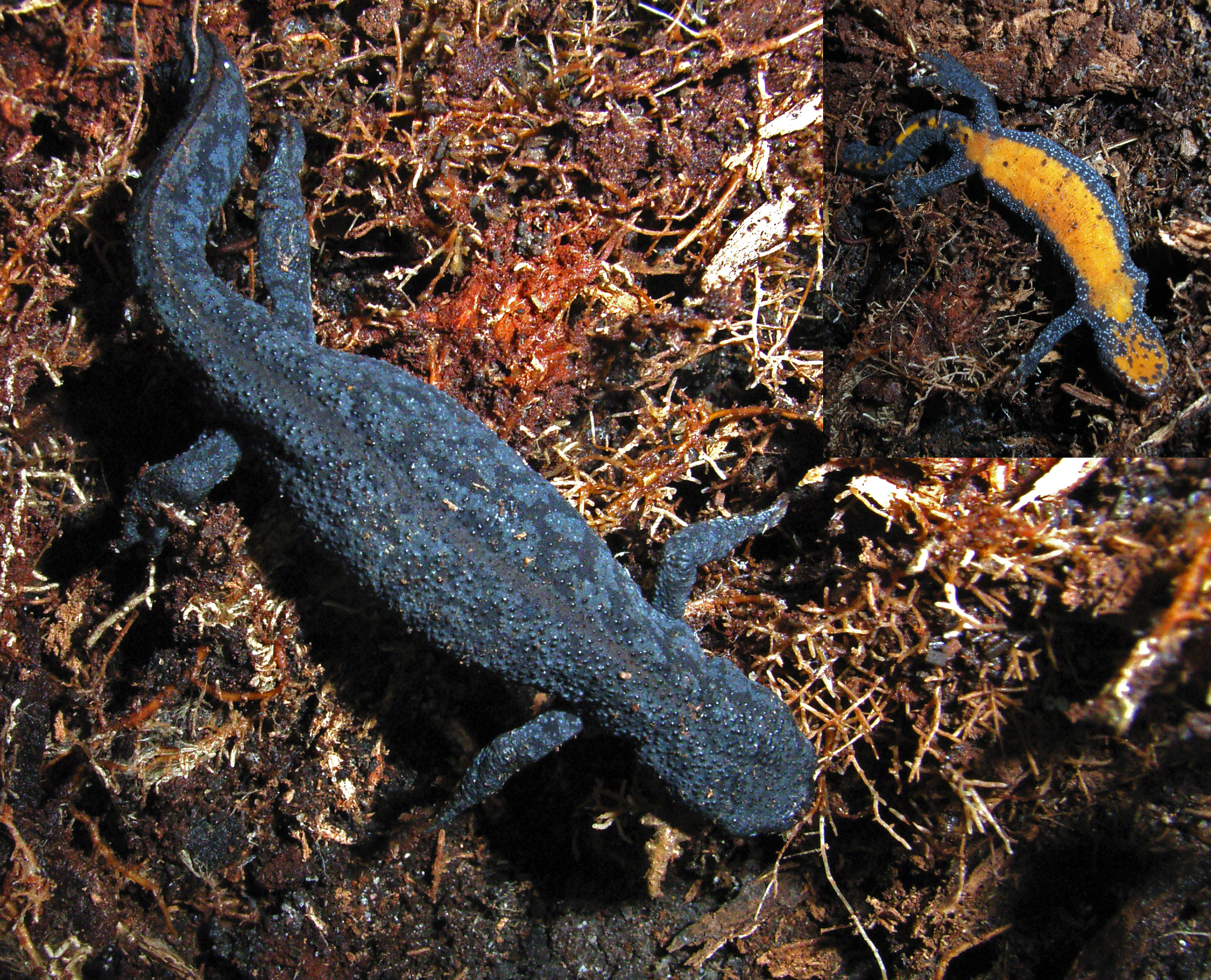
Hona i september